# 天禄
天禄（、旧字体：天祿）は、日本の元号の一つ。安和の後、天延の前。西暦の970年から973年までに対応する。この時代の天皇は円融天皇。

## 改元
- 安和3年3月25日（ユリウス暦970年5月3日）：改元。
- 天禄4年12月20日（ユリウス暦974年1月16日）：天延に改元。

## 天禄期に起きた出来事
元年
- 6月14日：京都祇園社の例祭「祇園会」が初めて行われる。

3年
- 11月27日：藤原兼通が初の内大臣に就任。

4年
- 2月27日：薬師寺、金堂と東塔を残して焼失。

## 西暦との対照表
※は小の月を示す。
| 天禄元年（庚午） | 一月※    | 二月  | 三月※   | 四月  | 五月※ | 六月  | 七月 | 八月※ | 九月  | 十月  | 十一月※ | 十二月  |         |
| ---------------- | -------- | ----- | ------- | ----- | ----- | ----- | ---- | ----- | ----- | ----- | ------- | ------- | ------- |
| ユリウス暦       | 970/2/9  | 3/10  | 4/9     | 5/8   | 6/7   | 7/6   | 8/5  | 9/4   | 10/3  | 11/2  | 12/2    | 12/31   |         |
| 天禄二年（辛未） | 一月※    | 二月※ | 三月    | 四月※ | 五月  | 六月※ | 七月 | 八月※ | 九月  | 十月  | 十一月  | 十二月※ |         |
| ユリウス暦       | 971/1/30 | 2/28  | 3/29    | 4/28  | 5/27  | 6/26  | 7/25 | 8/24  | 9/22  | 10/22 | 11/21   | 12/21   |         |
| 天禄三年（壬申） | 一月     | 二月※ | 閏二月※ | 三月  | 四月※ | 五月※ | 六月 | 七月  | 八月※ | 九月  | 十月    | 十一月  | 十二月※ |
| ユリウス暦       | 972/1/19 | 2/18  | 3/18    | 4/16  | 5/16  | 6/14  | 7/13 | 8/12  | 9/11  | 10/10 | 11/9    | 12/9    | 973/1/8 |
| 天禄四年（癸酉） | 一月     | 二月※ | 三月※   | 四月  | 五月※ | 六月※ | 七月 | 八月※ | 九月  | 十月  | 十一月  | 十二月※ |         |
| ユリウス暦       | 973/2/6  | 3/8   | 4/6     | 5/5   | 6/4   | 7/3   | 8/1  | 8/31  | 9/29  | 10/29 | 11/28   | 12/28   |         |